# Roberto Locci

Roberto Locci

Roberto Locci (Cagliari, 2 maggio 1948) è un direttore della fotografia, regista e collezionista d'arte italiano.

## Biografia
Cagliaritano di nascita, Locci trascorre in Sardegna infanzia ed adolescenza.
Nel 1967 spinto dalla sua grande passione per la fotografia lascia gli studi di chimica e si trasferisce a Roma dove frequenta il Corso di Operatore Cinematografico presso l'Istituto di Stato per il cinema e la TV "Roberto Rossellini".
La svolta arriva nel 1969 quando, grazie a Giancarlo Santi, assistente di Sergio Leone, ha l'opportunità di essere allievo di Tonino Delli Colli sul set di C'era una volta il West. Da quel momento dà inizio a una serie di collaborazioni con maestri come Franco Lecca e Marcello Gatti che accrescono la sua formazione, portandolo a diventare una figura apprezzata nel settore della fotografia cinematografica. Con Marcello Gatti collaborerà per il film di Damiano Damiani, "Girolimoni, il mostro di Roma" iniziando di fatto la sua carriera di Direttore della fotografia come Seconda Unità.
Sul set del film "Necropolis" di Franco Brocani dove lavora come fotografo di scena ed assistente di Franco Lecca nasce il suo incontro con il mondo dell'arte contemporanea. Questo film, innovativo per gli anni Settanta, gli da modo di incontrare sul set gli artisti della cosiddetta Scuola Romana . Inizia così a frequentare Mario Schifano, Tano Festa, Franco Angeli, Mimmo Rotella, Aldo Mondino che facevano parte di quell'ambiente artistico e culturale che ruotava intorno al Bar Rosati di Piazza del Popolo ed alla libreria di Remo Croce. Da questo momento svilupperà parallelamente i suoi interessi in entrambi i campi.
Il passaggio al collezionismo matura in quegli anni dalle sue esperienze come fotografo d'arte, a cominciare dal suo primo lavoro in questo campo ovvero le fotografie del bozzetto in argento di una scultura di Corrado Cagli, "La notte dei cristalli", successivamente pubblicate in un volume d'arte. A quel primo lavoro ne seguono altri ed il collezionismo, nato inizialmente come compromesso per compensare i lavori fotografici non retribuiti, si trasforma in una vera passione. Locci diventa direttore del reparto fotografico della casa editrice Magma, dove contribuisce alla realizzazione di monografie su artisti come Umberto Mastroianni e André Masson. Assume così un ruolo attivo nel mondo dell'arte che lo porta a stringere rapporti di amicizia con innumerevoli artisti, come testimoniato dalla sua ricca collezione che comprende opere di maestri come Giacomo Balla, Lucio Fontana, Alberto Burri, Andy Warhol ed altri.
Dal 1974 al 1978 insieme ad Ambretta Calcatelli apre una galleria d'arte che chiama APAX (in latino : senza pace; in greco: unico) a testimoniare il suo sentirsi anticonformista. La galleria diventa in breve un punto di riferimento per l'arte contemporanea. Nel 1975 organizza la mostra Condizione Donna, prima collettiva dedicata al femminismo a Roma (a cui partecipano tra le altre Oriana Fallaci e Dacia Maraini), suscitando un grande interesse mediatico.
Negli anni 80 si trasferisce a Parigi, dove è molto richiesto per incarichi in vari ambiti: teatro, cinema, televisione e soprattutto pubblicità. Tra i suoi lavori più significativi spicca la realizzazione del documentario "Omaggio a Picasso" sulla statua Centaure di César Baldaccini (meglio conosciuto come Cèsar) dedicata a Picasso, dai disegni preparatori alla costruzione in bronzo in una fonderia della Normandia fino alla sua collocazione a Parigi di fronte al Museo Picasso. Questa esperienza segna il suo esordio nella regia, che lo porta a realizzare negli anni moltissimi film di e con artisti del calibro di Piero Dorazio, Antonio Corpora, Umberto Mastroianni nonché il famoso surrealista Sebastián Matta.
Nel 1993 realizza la sua opera più conosciuta "Una casa sotto il cielo" che descrive la storia di un pastore sardo venduto da bambino da suo padre ad un conte locale attraverso la ricostruzione fatta da uno scrittore americano tornato in Italia negli anni 50 in cerca di ispirazione. Il film ottiene il premio per la miglior fotografia al 46° Festival internazionale del cinema di Salerno e la Targa d'argento per la regia al 25° Festival del Cinema "L'uomo, l'ambiente e la natura".
Negli anni seguenti Locci continua ad esplorare il legame tra arte visiva e narrazione cinematografica. Passa alla sceneggiatura, combinando esperienza cinematografica e visione artistica e realizzando documentari ed opere che omaggiano maestri come Sebastián Matta ed altri protagonisti dell'arte contemporanea. Nel 2023 dirige il docufilm  "Sergio Lombardo. Psicologo dell'arte", presentato il 23 febbraio 2025 presso la Fondazione DARC di Roma, a cui segue nel 2024 "Grazia Varisco - artista".  Nel 2025 sono in fase di produzione altri due docufilm,  sull'artista Maurizio Mochetti e sul pittore Gastone Novelli.
Parallelamente ha collaborato alla realizzazione di moltissime esposizioni per le più prestigiose gallerie, contribuendo con quadri della sua collezione personale, come nel caso della mostra su Pino Pascali ( Galleria La Nuvola di Roma - 2022), dove ha esposto 35 opere, a testimonianza del suo impegno nel valorizzare il patrimonio artistico contemporaneo.

## Filmografia
Assistente e/o Operatore cinematografico
- Necropolis di Franco Brocani prodotto da Gianni Barcelloni (1969)
- Cometogether ( Rapporto a tre) di Saul Swimmer e Tony Anthony prodotto da Ringo Starr (1970)
- Andare e venire di Giuseppe Bertolucci prodotto da Giuseppe Bertolucci (1970)
- La violenza: quinto potere di Florestano Vancini prodotto da Dino De Laurentiis (1971)
- Roma bene di Carlo Lizzani prodotto da Dino De Laurentiis (1971)
- Girolimoni, il mostro di Roma, di Damiano Damiani prodotto da Dino De Laurentiis (1972)
- Baciamo le mani, di Vittorio Schiraldi prodotto da Picchi e Marciani (1972)
- Rappresaglia, di George P. Cosmatos prodotto da Carlo Ponti (1972)
- Che? di Roman Polanski (seconda parte) prodotto da Rizzoli Film (1972)
- Amore e ginnastica di Luigi Filippo D'Amico prodotto da Documento Film (1973)
- Waldez horses, di John Sturges e Duccio Tessari prodotto da Dino De Laurentiis (1973)
- Mosè di Gianfranco De Bosio prod. RAI-ITT - Vincenzo Labella (1973)
- La prima volta, sull'erba di Gianluigi Calderone (1975)
- La polizia ha le mani legate di Luciano Ercoli (1975)
- Mark il poliziotto di Stelvio Massi (1975)
- Chi dice donna dice danno di Tonino Cervi prod. Rizzoli Film (1975)
- Bluff di Sergio Corbucci  prod. Cecchi Gori (1976)
- Il signor Robinson di Sergio Corbucci prod. Vides-Cristaldi (1976)
- Tre tigri contro tre tigri di Sergio Corbucci e Steno prod. Infascelli e Lucisano (1977)
- La carica delle patate di Walter Santesso (1979)
- Eutanasia di un amore di Enrico Maria Salerno prod. Cecchi Gori (1978)
- Ogro (Operazione Ogro) (parte italiana) di Gillo Pontecorvo prod. Vides-Cristaldi (1978)

Direttore della Fotografia
- Florence ten years after di Brian Adams - prod. R.M. Production, Monaco (1976)
- Giorgio De Chirico docufiction tv di R. Moritz prod. R.M. Production, Monaco (1976)
- I sindacati italiani inchiesta Tv di P. Alan - prod. P.B.S. Television, New York (1977)
- Cine regard: Vittorio Gassmann regia di Daniel Edinger - prod. RTF Parigi (1978)
- Il bambino poeta telefilm di John Kolndrekaj - Prod. RAI- Telecinestudio (1978)
- Lisa. Una storia d'amore di A.T. Cesari  (1979)
- Punto e a capo quattro puntate di Federica Taddei, prod. . RAI- Telecinestudio (1979)
- Il giorno più lungo della 'ndrangheta di T. Nieddu - prod. RAI- Tiber Cinematografica (1979)
- Oplà! il circo! serie tv di John Kolndrekaj - prod. RAI-Telecinestudio (1979)
- Luci nella notte di Leon Desclozeaux, prod. Consortium Europeen du Cinema, Parigi (1980)
- Una pensione di campagna telefilm di Stefania Tonini prod. RAI (1980)
- Roma di: Sandra Milo, Manzù, Laura Betti tre puntate di A. Alvarez (1980)
- Confrontation film tv di G. Benattar - prod. Florida Movies, Parigi (1981)
- Rencontres film tv di G. Benattar - prod. Florida Movies, Parigi (1981)
- Mora film di Leon Desclozeaux - prod. Zeaux Prudction, Parigi - Filmalpha Roma (1981)
- La Gondola per la Pres. del Consiglio dei Ministri, regia di M. Mida (1982)
- Ti spacco il muso bimba di Mario Carbone (1982)
- Le diplomat seraphique di Denis DeLaPateliere - prod. RoxiFilm-PathèCine, Parigi (1982)
- Primo piano : la Mafia di Sergio Tau Prod. RAI-DARC (1982)
- Ettore Petrolini di Massimo Mida - prod. Istituto Luce (1982)
- Gli uomini del Quirinale di Sergio Rossi - prod. Istituto Luce (1982)
- Kaos di Paolo e Vittorio Taviani  (fotografia II unità) prod. FILM TRE (1984)[10]
- Alex Matteier programma televisivo di G. Benattar prod. RTF - Oval prod. Parigi (1983)
- Fuga senza fine di Gianadrea Pecorelli (1984)[11]
- Marc Chagal monografia sul pittore di Daniel Toaff - prod. RAI (1984)
- L'uomo negato di Tonino Nieddu (1985)
- Lei si sveglia telefilm di G. Diana e S. Morello - prod. RAI - Tiber Cinematografica (1985)
- Centro Sportivo Italiano filmato didattico di A. Alvarez (1986)
- Il bandito Tiburzi telefilm di S. Rossi - prod. RAI-Libra Film (1986)
- Maremma Amara telefilm di S. Rossi - prod. RAI-Libra Film (1986)
- La principessa e l'usignolo di Agnes Caffin prod. Zeaux prod. Parigi (1986)
- Amore di bambola di A. Ninchi (1986)
- Nuova Samim filmato industriale di Massimo Mida (1987)
- La finestra e I verdi cortometraggi di Tonino Pulci (1987)
- Justice games fiction TV di D. Roche Gordon prod. BBC-Filmalpha (1989)
- Quadro d'autore film di Pietro Sagliocco (1998)
- Legami di famiglia di Pietro Sagliocco (2000) - produzione LABORATORIODUE
- Cronaca di un bacio di Alessandro Fraternale (2001)

Regista e Direttore della Fotografia
- Attraverso l'America 9 documentari sugli USA -prod. Florida Movies, Parigi (1981)
- Questioni di piedi cortometraggio a soggetto (1982)
- Come ora eravamo filmato musicale (1983)
- Il portafoglio cortometraggio a soggetto (1983)
- Ibla documentario (1983)
- I fratelli Taviani sul set special sul film Caos prod. RTS (Televisione svizzera) (1983)
- Kaos II Unità prod. Filmare-RAI (1983)
- Notturno romano cortometraggio a soggetto (1984)
- Officina Cinecittà inchiesta televisiva prod. RTS (Televisione svizzera) (1984)
- Piero D'Orazio, il pittore dei sogni sognati documentario (1984
- Alle cinque del mattino cortometraggio a soggetto (1985)
- De Immunditia documentario didattico (1985)
- Giappone vecchio e nuovo serie di tre documentari su Tokio per la RAI (1985)
- Per dimenticare cortometraggio a soggetto (1985)
- Cesar omaggio a Picasso documentario d'arte (1985)
- L'uomo e il mare documentario sul pittore Antonio Corpora (1986)
- Mastroianni monumentale documentario sullo scultore (1986)
- Un pittore e la sua città documentario sul maestro Ennio Calabria (1986)
- L'ornamento prezioso documentario per il Museo Etnografico di Roma (1986)
- Bruno Caruso, la mano che sogna documentario sul pittore (1987)
- Mario Ceroli documentario sullo scultore (1987)
- Aspettando  cortometraggio a soggetto (1987)
- Sebastian Matta documentario sul maestro surrealista (1988)
- Il miele è finito film tv prod. DIGIT-RAI (1988)
- Parole di Carta programma TV prod. DIGIT-RAI (1988)
- I parchi dell'Ogliastra documentario didattico (1988)
- Riflessioni e Penombre cortometraggi a soggetto (1989)
- Il Portogallo serie di cinque documentari per l'ente del Turismo portoghese (1989)
- L'Olanda serie di cinque documentari sull'Olanda per la RAI (1990)
- Rosso Magenta cortometraggio a soggetto (1990)
- Giovani padri cortometraggio a soggetto (1991)
- Nottetempo film (1992)
- Sa dansa videoclip sul complesso musicale Tazenda (1993)
- Una casa sotto il cielo film (1993)
- L'ingiustizia e La confessione  telefilm (1994)
- Al fin della licenza.... telefilm (1995)
- Farfarus documentario (1995)
- Verso il terzo millennio programma televisivo (1996)
- Fare e disfare sceneggiatura (1996)
- Se mi ami veramente sceneggiatura (1997)
- La posta in gioco sceneggiatura (1997)
- Ma perché? mediometraggio a soggetto (1998)
- Game over sceneggiato tv, regia e fotografia II unità, prod. RAI-Hiland (1998)
- Simm'e napule paisà  sceneggiatura (1999)
- Viaggio di ritorno  numero zero per serie televisiva (1999)
- L'ingrediente mancante proposta per miniserie televisiva in sei puntate Mediaset (2000)
- Ana Betz videoclip musicale (2000)
- Hamed e Teresa sceneggiatura (2001)
- Argentina:una donna, una madre, un'amica sceneggiatura (2003)
- Il filo della luce libro sul cinema Dino Audino Editore (2004)
- L'ultimo rais soggetto e sceneggiatura prod. Xfilm-RAI (2005)
- La bugia soggetto e sceneggiatura prod. Xfilm-RAI (2006)
- Piccolo Lutring soggetto e sceneggiatura (2007)
- Il commissario Rex serie tv - revisione dialoghi prod. RAI-Leader production (2010)
- Sergio Lombardo, psicologo dell'arte docufilm (2023)
- Grazia Varisco - artista docufilm (2024)

Spot pubblicitari realizzati come Direttore della fotografia e/o regista per NISSAN, COLGATE (in Francia), ESSO, AGIP, AVIANCA AIRLINES (in Colombia), NIKON, K.L.M. AIRLINES (In USA) BARBIE (in Francia), CONSORZIO MOZZARELLA DI BUFALA, TAEKO KECUCI (in Giappone), CeramicheVILLEROY & BOSCH, FIMAC cucine componibili, NESTLE' (in Grecia), PASTA AMATO, COMING SOON Television.

Presentazione film su Umberto Mastroianni regia Roberto Locci, Museo del Corso di Roma, 2006

## Riconoscimenti
- 1982 - Trofeo d'Argento al 35° Festival Internazionale del Cinema di Salerno per la fotografia del film francese Mora di Lèon Desclozeaux
- 1987 - Menzione speciale al Nastro d'Argento per la regia e la fotografia dl cortometraggio a soggetto Per dimenticare
- 1993 - Premio per la miglior fotografia per il film Una casa sotto il cielo al 46° Festival Internazionale del Cinema di Salerno
- 1993 - Targa d'argento per la regia del film Una casa sotto il cielo al 25° Festival del Cinema "L'uomo, l'ambiente e la natura"
- 1994 - Il film Una casa sotto il cielo viene inserito nella Top Ten al FilmFest di Monaco di Baviera

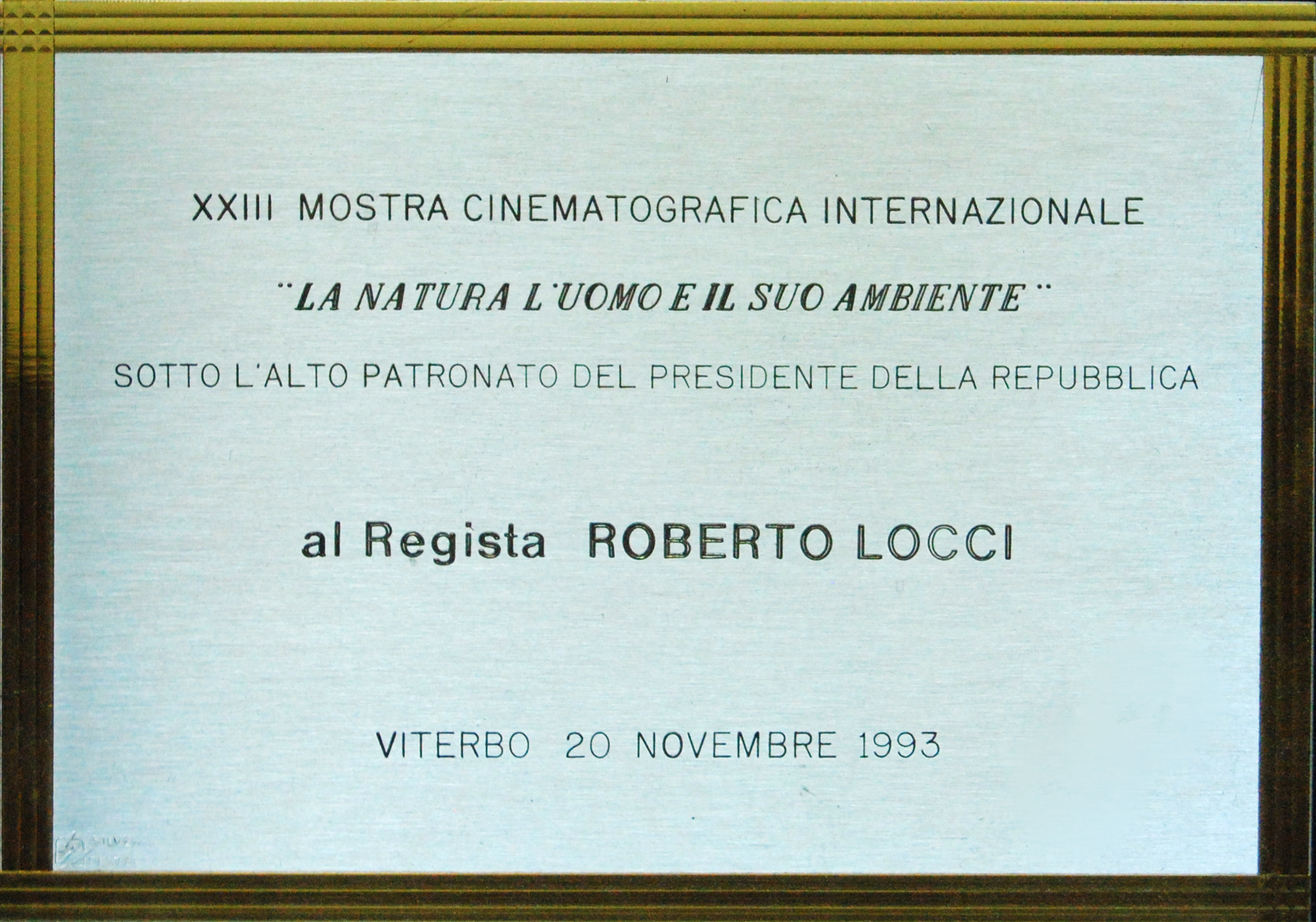
Targa d'argento al Festival Internazionale "La natura l'uomo e il suo ambiente" per la regia del film "Una casa sotto il cielo", Viterbo 1993